# 阿雷納爾區 (派塔省)
阿雷納爾區（西班牙語：Distrito de El Arenal），是秘魯的一個區，位於該國西北部皮烏拉大區的派塔省，始建於1874年11月3日，面積8.19平方公里，海拔高度50米，2005年人口1,133，人口密度每平方公里140人。